# Majsko
Majsko (bulgariska: Майско) är ett distrikt i Bulgarien.   Det ligger i kommunen Obsjtina Elena och regionen Veliko Tărnovo, i den centrala delen av landet, 230 km öster om huvudstaden Sofia.